# Neolysitermus turneri
Neolysitermus turneri är en stekelart som beskrevs av Sergey A. Belokobylskij och Donald L.J. Quicke 1999. Neolysitermus turneri ingår i släktet Neolysitermus och familjen bracksteklar. Inga underarter finns listade i Catalogue of Life.